# А днес накъде?
„А днес накъде?“ е български игрален филм от 2007 година на режисьора Рангел Вълчанов, по сценарий на Рангел Вълчанов и Георги Данаилов. Оператор е Радослав Спасов. Музиката във филма е композирана от Кирил Дончев.

## Сюжет
Героите от филма „А сега накъде“, създаден преди 20 години, се събират на коктейл за да отпразнуват тази годишнина. Някои са останали в България, други са заминали да търсят щастие в чужбина.

## Състав
Роли във филма изпълняват актьорите:
- Албена Ставрева
- Георги Стайков
- Ани Вълчанова
- Михаил Билалов
- Николай Урумов
- Теодор Елмазов
- Антоанета Станчева
- Генади Николов
- Георги Енчев
- Димитър Горанов
- Елена Арсова-Павлов
- Илиана Китанова
- Константин Трендафилов
- Красимира Демирова
- Мариана Миланова
- Николай Ишков
- Огнян Купенов
- Петър Попйорданов
- Робин Кафалиев
- Светозар Кокаланов
- Стефка Йорданова – Celesttiani
- Теодора Бойнова-Роси
- Цветана Мирчева
- Рангел Вълчанов

## Награди
- „Награда на СБФД“ на фестивала „Любовта е лудост“, (Варна, 2007).
- „Награда на критиката“ на фестивала „Любовта е лудост“, (Варна, 2007).
- „Наградата на името на ГАЛЯ БЪЧВАРОВА“ на МТФ „Златна ракла“, (Пловдив, 2007).
- „Наградата за филмова музика“ за 2008 на „годишните награди за българско филмово изкуство“, (2009).